# Óblast d'Uliànovsk
L'óblast d'Uliànovsk (en rus Улья́новская о́бласть, transliterat Uliànovskaia óblast) és un subjecte federal de Rússia.
Limita al nord amb Txuvàixia, al nord-est amb el Tatarstan, a l'est amb l'óblast de Samara, al sud amb l'óblast de Saràtov, a l'oest amb l'óblast de Penza i al nord-oest amb Mordòvia. El 55% dels residents a l'óblast d'Uliànovsk viuen en dues ciutats de més de 25.000 habitants: Simbirsk i Dimitrovgrad.
La població és del 72% de russos, 12% de tàtars, 8% de txuvaixos, 3% de mordovians i un 5% d'altres.